# Affordable Space Adventures
Affordable Space Adventures est  jeu de stratégie et d'aventure en 2D mélangeant des éléments de casse-tête développé et édité par KnapNok Games pour la Wii U. Édité en Europe et en Amérique du Nord le 9 avril 2015 en version dématérialisée seulement, le jeu demande la collaboration de plusieurs joueurs afin d'opérer un astronef de construction abordable pour l'exploration d'une planète extra-solaire.

## Système de jeu
Le jeu met le joueur aux commandes d'un vaisseau spatial de construction économique afin qu'il explore une planète extra-solaire. Lorsque plusieurs joueurs coopèrent, Affordable Space Adventures donne un rôle spécifique à chacun des joueurs : l'ingénieur doit se charger d'opérer et actionner les différents systèmes au sein de l'aéronef, le pilote doit naviguer à travers les environnements et l'officier scientifique contrôle le scanner à l'aide du GamePad.

## Réception

### Prix
Affordable Space Adventures a obtenu deux mentions honorables à l'Independent Games Festival 2016 pour le Grand prix Seumas-McNally et le prix Nuovo.